# Pasteurs Tårn
Pasteurs Tårn er et højhus beliggende på Fadet i Carlsberg Byen. Med en højde på 125,7 meter  fordelt over 37 etager er det den højeste bygning i hele Hovedstadsområdet, og den overgår dermed ikke kun Domus Vista fra 1969 men også Christiansborg Slot og Københavns Rådhus. De 172 ejerlejligheder havde indflytning 10. oktober 2022.[kilde mangler] og fordeler sig på 8.-37. etage, hvoraf tre penthouselejligheder har adgang til tagterrasser. 2.-7. etage er indrettet til kontorerhverv, og i stueetagen ligger der en café. Tårnet er tegnet af Wingårdh Arkitektkontor og projekteret af Vilhelm Lauritzen Arkitekter.
Ved ibrugtagningen overtog bygningen rekorden som Danmarks højeste etageejendom fra Herlev Hospital, men blev overgået allerede en måned efter af Lighthouse i Aarhus. 
Facaden er beklædt med rustpræget stål, som skal lede tankerne tilbage på nogle af områdets gamle industribygninger – herunder Kedelhallen.
Tårnet er opkaldt efter den franske kemiker og mikrobiolog Louis Pasteur, som var et videnskabeligt forbillede for Carlsbergs grundlægger J.C. Jacobsen. I Carlsberg Laboratoriums indgangshal opsatte Jacobsen en buste af Pasteur for at hædre ham.